# フェルガナ州 (ロシア帝国)

フェルガナ州の地図

フェルガナ州(露:Ферганская область) は中央アジアに1876年に設置されたロシア帝国の州（オーブラスチ）の1つ。
この州はおおよそ現在のフェルガナ盆地に位置する。コーカンド・ハン国の併合により設置された。行政の中心地はコーカンドに置かれていた。この州の管轄下にはマルギラン郡、アンディジャン郡、コーカンド郡、オシ郡、ナマンガン郡が置かれた。
1897年の統計では人口は1,572,214人で、サルト人がその内の788,989人(50.2%)を占めていた。また、キルギス人やウズベク人、タジク人などの他のテュルク系言語話者をあわせると1.439,989人(91.6%)いた。ロシア人は8,140人(0.5%)であった。
1918年にロシア革命によりこの州は廃止され、トルキスタン自治ソビエト社会主義共和国の一部となった。